# Halcampoides purpureus
Halcampoides purpureus is een zeeanemonensoort uit de familie van de Halcampoididae. De wetenschappelijke naam van de soort is voor het eerst geldig gepubliceerd in 1879 door Studer.